# The Saddest Landscape
The Saddest Landscape ist eine US-amerikanische Screamo-Band, die seit 2002 aktiv ist.

## Geschichte
Die 2002 gegründete Band besteht aus Andy Maddox (E-Gitarre, Gesang), Si Choi (E-Gitarre), Jeremiah Bertz (E-Bass) und Aaron Neigher (Schlagzeug). Musikalisch ist die Gruppe dem Screamo einzuordnen.
Bisher veröffentlichte die Gruppe je eine Split-CD mit Pianos Become the Teeth (2010) und mit Funeral Diner (2003), sowie vier Studioalben. Das 2004 veröffentlichte Debütalbum Lift Your Burdens High For This Is Where We Cross erschien über Alone Records. Bei den Arbeiten wirkte auch Mike Mogis mit. Das zweite Album All Is Apologized For. All Is Forgiven erblickte erst fünf Jahre später, im Jahr 2009, das Licht der Welt. Es erschien über Coptercrash Records. 2011 folgte mit You Will Not Survive das dritte Album bei Panic Records. Das vierte Studioalbum kam bereits ein Jahr später auf dem Markt. Es heißt After the Lights und erschien bei Topshelf Records und Bridge Nine Records. Die Band unterzeichnete den Plattenvertrag mit Topshelf Records im September 2011. Am 23. Oktober 2015 erscheint mit Darkness Forgives das inzwischen fünfte Studioalbum der Band. Das Album wurde von Jay Maas, einem ehemaligen Musiker der Band Defeater, produziert. Um die Wartezeit auf das Album zu verkürzen, erscheint am 25. September 2015 die EP Souls Worth Saving.
Im Januar 2012 spielte die Band eine kurze Tournee, die durch Deutschland, Belgien und durch das Vereinigte Königreich führte. Bereits im Jahr 2008 spielte man in Europa. Im Dezember 2013 absolvierte The Saddest Landscapes eine kleine Tour durch mehrere Städte in den Vereinigten Staaten. Eine dritte Europatournee absolvierte die Gruppe im Oktober 2014 mit Frameworks. Einige Konzerte wurden außerdem von der deutschen Band The Tidal Sleep begleitet. Im Oktober und November 2015 spielt die Band neun Konzerte in den Staaten, welche teilweise von State Faults, Empire! Empire! (I Was a Lonely Estate) und Vattnet Viskar begleitet wird. 2017 tourte die Band durch Europa und Ostasien.

## Diskografie

### Split-CDs
- 2003: Split mit Funeral Diner (Fire Walk With Me Records)
- 2010: Split mit Pianos Become the Teeth (Just Say No! Records)

### Alben
- 2004: Lift Your Burdens High For This Is Where We Cross (Alone Records)
- 2009: All Is Apologized For. All Is Forgiven (Coptercrash Records)
- 2011: You Will Not Survive (Panic Records)
- 2012: After the Lights (Topshelf Records, Bridge Nine Records)
- 2015: Darkness Forgives (Topshelf Records, Bridge Nine Records)